# Albin Starc
Albin Starc (Rijeka, Eslovénia, 20 de Dezembro de 1916 - 20 de Outubro de 2011) foi um piloto esloveno que combateu pela Luftwaffe durante a Segunda Guerra Mundial. Starc abateu 11 aeronaves soviéticas na frente oriental, o que fez dele um ás da aviação.
De origem ístria, Starc graduou-se como piloto em 1940. Em 1941, a guerra atingiu a Jugoslávia, e Starc juntou-se à nova força aérea do recém-criado estado da Croácia. Entretanto foi criado um esquadrão de caça, a 15ª Staffel da Jagdgeschwader 52, a qual foi enviada para a frente oriental. Nela, Starc viria a sagrar-se ás da aviação pilotando aviões Messerschmitt Bf 109, com 11 vitórias confirmadas. Sendo um simpatizante comunista, Starc desertou em Maio de 1943 para o lado soviético, tendo regressado à Jugoslávia em Setembro de 1945. Mais tarde, tornou-se no primeiro piloto jugoslavo a pilotar uma aeronave a jacto, e aposentou-se com o posto de coronel em 1963.